# Sovka papuánská
Sovka papuánská (Uroglaux dimorpha) je druh sovy z čeledi puštíkovití (Strigidae), jediný zástupce rodu Uroglaux, jenž spolu s rodem Ninox utváří podčeleď Ninoxinae.

## Výskyt
Sovka papuánská se vyskytuje na Nové Guineji ve dvou izolovaných oblastech, a sice v jihovýchodní Papui Nové Guineji a v indonéské provincii Západní Papua, s populací na ostrově Yapen. Jde především o druh nížinných lesů, případně i lesů galeriových, stanoviště typicky leží od hladiny moře po asi 1 000 m n. m., příležitostně až do 1 500 m n. m.

## Popis
Sovka papuánská se vyznačuje zaoblenou, relativně malou hlavou „bez oušek“, poměrně dlouhým ocasem, vůči němu relativně krátkými křídly a opeřenými končetinami. Tělesné proporce jsou spíše střední, celková délka těla činí 300–340 mm, délka křídla 200–225 mm a délka ocasu 145–156 mm. Svrchní část hlavy a šíje jsou tmavě hnědé se světlejším proužkováním, svrchní partie (vč. křídel a ocasu) zdobí rovnoměrné černohnědé a světle hnědé nebo rezavě hnědé příčné proužky. Vůči tomuto obecnému opeření kontrastuje spodní část těla se sytě bílým až světle hnědožlutým peřím, jež zdobí výrazné černé pruhování. Obličejový disk je bělavý, s jemným černým pruhováním; oči jsou žluté a zobák světle šedomodrý s tmavou špičkou. Tento jediný zástupce rodu Uroglaux se vzhledem podobá sovkám rodu Ninox, byť ty mívají znatelně kratší ocas a spíše jemnější pruhovaný vzor. Od sympatrické sovky ryšavé (Ninox rufa) jej lze navíc odlišit znatelně menšími rozměry.

## Chování
Ve svém přirozeném prostředí bývá sovka papuánská pozorována pouze zřídka, tudíž i její chování zůstává z velké části neprobádáno. Ozývá se táhlým hvízdáním („poweeeeho“), opakovaným v několikasekundových intervalech. Potravu představuje především hmyz, dále hlodavci a jiné druhy ptáků. Lovená kořist může dosahovat až 80 % hmotnosti sovy (př.: holub čarokrásný, odb. Ptilinopus magnificus). O hnízdních návycích chybí podrobné údaje, mláďata pokrytá prachovým peřím však byla zaznamenána během srpna.

## Ohrožení
Sovka papuánská je řídce, ale relativně široce rozšířena napříč ostrovem. Na základě dat zprostředkovaných Mezinárodním svazem ochrany přírody (IUCN) se k roku 2016 vyskytovala na alespoň dvaceti různých lokalitách. IUCN ve svém vyhodnocení stavu ohrožení z roku 2017 pokládá sovku papuánskou za málo dotčený druh, byť populace nabírají zřejmě mírně klesající trend. Hlavní hrozbu představuje úbytek nížinných lesů, tolerance tohoto druhu vůči narušeným lesním stanovištím zůstává podle IUCN sporná.